# زندگی چاک (فیلم)
زندگی چاک (به انگلیسی: The Life of Chuck) یک فیلم درام علمی-تخیلی آمریکایی به نویسندگی و کارگردانی مایک فلنگن است. این اقتباسی از رمان استیون کینگ است که در مجموعه ۲۰۲۰ اگر خون بریزد منتشر شده است.

## فرضیه داستانی
این فیلم بر اساس رمانی ساخته شده است که به ترتیب معکوس ارائه می‌شود. چاک با مشاهده زندگی خود پس از مرگ در زمان به عقب سفر می‌کند. با مشاهده وقایع گذشته، او با دانش آموز سابقی که ممکن است موهبت خاصی داشته باشد، وسواس پیدا می‌کند.

## بازیگران
- تام هیدلستون در نقش چارلز «چاک» کرانتز
- مارک همیل در نقش آلبی
- چیویتل اجیوفور در نقش مارتی اندرسون
- کارن گیلان
- جیکوب ترمبلی
- تیلور گوردون
- مایا سارا در نقش سارا کرانتز
- بنیامین پاژاک
- ترینیتی بلیس
- متیو لیلارد
- کیوریانکا کیلچر
- آنتونیو رائول کوربو
- هاروی گی‌ین
- دیوید دستمالچیان
- کیت سیگل
- کارل لامبلی در نقش سم یاربرو
- انالیس باسو
- سامانتا اسلویان
- راهول کهلی
- مت بیدل
- سائوریان ساپکوتا
- سعیده آریکا اکولونا
- مایکل توروکو
- وایولت مک‌گرا
- مالی کوئین
- هدر لنگن‌کمپ

## تولید
این پروژه در مه ۲۰۲۳ اعلام شد و تام هیدلستون و مارک همیل قرار بود با کارگردانی مایک فلنگن در آن بازی کنند. این فیلم که اقتباسی از یک رمان استیون کینگ است، با درام‌هایی مانند کنار من بمان، رستگاری در شاوشنک و مسیر سبز مطابقت دارد. فیلمبرداری در آلاباما تحت یک توافق موقت SAG-AFTRA در اکتبر آغاز شد، و ددلاین هالیوود گزارش داد که چیویتل اجیوفور، کارن گیلان و جیکوب ترمبلی به بازیگران اضافه شدند، و خود فلنگن چند روز بعد بازیگران کامل را اعلام کرد. فیلمبرداری در ۱۶ نوامبر ۲۰۲۳ به پایان رسید.

### پس تولید
در دسامبر ۲۰۲۳، فاش شد که فلنگن نیز به عنوان سردبیر کار خواهد کرد.